# Melodifestivalen 1963

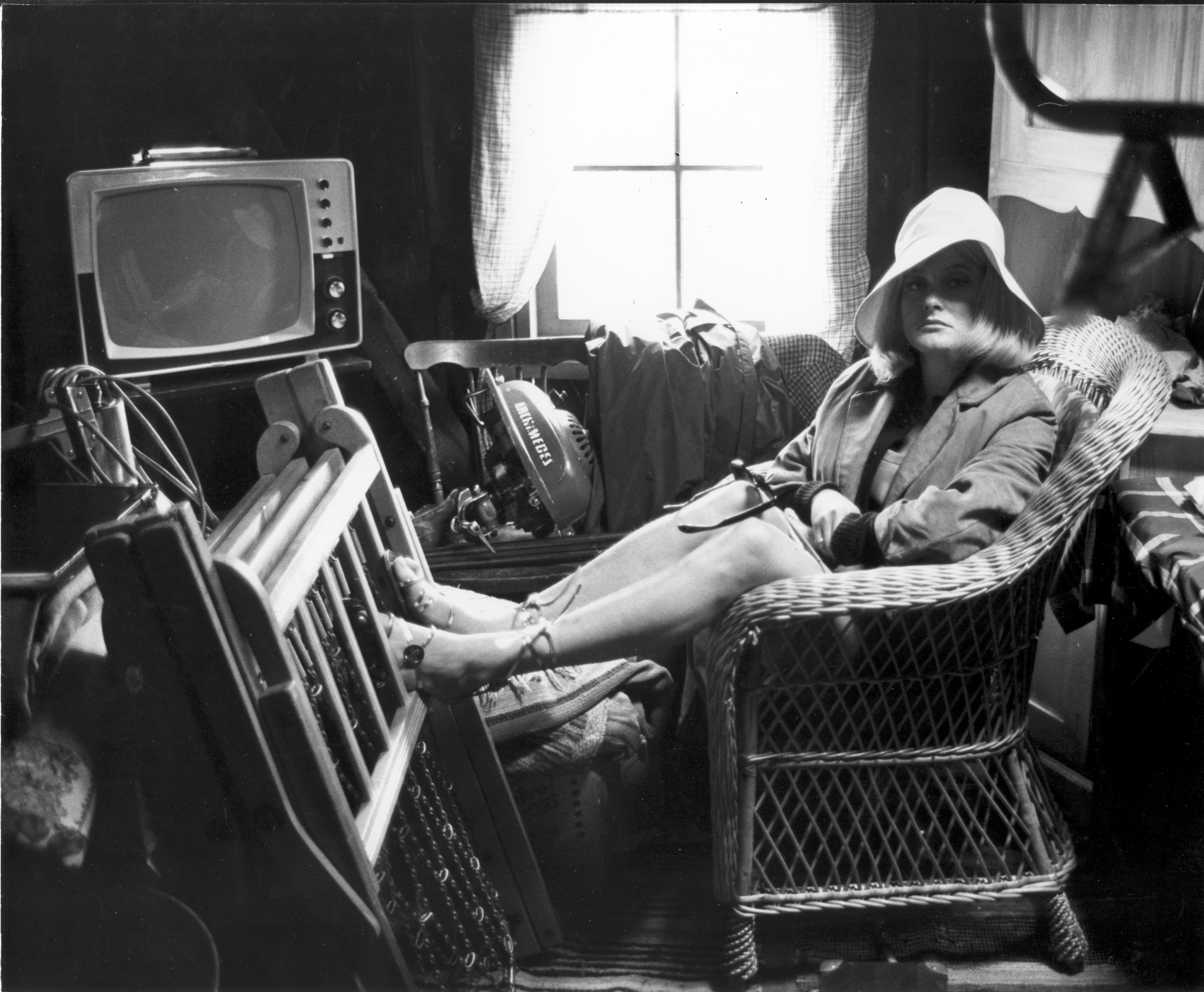
Monica Zetterlund vann Melodifestivalen 1963 med låten "En gång i Stockholm".

Melodifestivalen 1963, eller Eurovisionsschlagern - svensk final, var den sjätte upplagan av musiktävlingen Melodifestivalen och samtidigt Sveriges uttagning till Eurovision Song Contest 1963. 
Finalen hölls på Cirkus i Stockholm den 16 februari 1963, där melodin "En gång i Stockholm", framförd av Monica Zetterlund och Carli Tornehave (varsin gång), vann, genom att blivit finaljurygruppens favorit. Formatet med endast en finalkväll behölls, liksom att alla bidragen framfördes av två olika artister och orkestrar. Det här året var dock det sista året man använde sig av den metoden. Skillnaden mot föregående år var att man den här gången hade betydligt fler bidrag i finalen, då halva startfältet bestämdes genom inbjuda kompositörer och den andra halvan av inskickade bidrag.
En gång i Stockholm fick sedan representera Sverige i ESC 1963 som hölls i London i Storbritannien den 23 mars 1963 där den hamnade på sista plats med noll poäng.

## Tävlingsupplägg[2]
Precis som de två tidigare åren hölls endast en finalkväll, dock med dubblerat antal bidrag mot tidigare år (tolv stycken). Hälften av dessa valdes ut internt, då Sveriges Radio-TV bjöd in kompositörer att skriva bidrag (Britt Lindeborg, Ulf Källqvist, Owe Thörnqvist, Bobbie Ericson, Åke Gerhard och Bo Harry Sandin). Dessa hade haft segrande eller andraplacerade bidrag i tävlingen de tidigare åren. Den andra hälften valdes ut genom ett nationellt inskickande av bidrag. Totalt inkom ca 810 bidrag (vilket blev en ökning med drygt 260 bidrag jämfört med 1961). Därefter tog en jury över och lyssnade igenom samtliga låtar, och valde slutligen ut de sex allmänna bidragen.
En ytterligare förändring blev att man tog tillbaka jurysystemet i själva tävlingsmomentet och som slutligen bestämde utgången av finalen. Dock var det endast en expertjury på tolv personer som utsåg vinnaren. För första gången hade man en pausunderhållning som hölls mellan att bidragen framförts och att juryn presenterade vinnarlåten. 

### Återkommande artister
| Artist            | Tidigare år (med placering) (Melodifestivalen) | Tidigare år (med placering) (ESC) |
| ----------------- | ---------------------------------------------- | --------------------------------- |
| Bertil Englund    | 1960 (-)                                       | –                                 |
| Carli Tornehave   | 1962 (2:a, 3:a)                                | –                                 |
| Gunnar Wiklund    | 1961 (1:a, 4:a)                                | –                                 |
| Lars Lönndahl     | 1961 (2:a, 2:a)                                | –                                 |
| Lily Berglund     | 1961 (2:a, 5:a), 1962 (1:a, 5:a)               | –                                 |
| Mona Grain        | 1960 (3:a, 4:a), 1962 (6:a)                    | –                                 |
| Monica Zetterlund | 1962 (2:a)                                     | –                                 |
| Tommy Jacobsson   | 1960 (-)                                       | –                                 |

## Finalkvällen
Finalen av festivalen 1963 sändes den 16 februari från Cirkus i Stockholm. Programledare var Sven Lindahl, som blev ersättare för Jan Gabrielsson som insjuknade strax innan finalen hölls. Precis som de två senaste åren framfördes varje bidrag två gånger med två olika artister och två olika orkestrar. Kapellmästare var för stora orkestern var William Lind och kapellmästare för den lilla orkestern var Göte Wilhelmsson. Totalt blev det tjugofyra framföranden.
Till skillnad mot tidigare juryår var juryn inte uppdelade i städer eller mindre grupper, utan det var endast en samlad jury på tolv personer (samtliga män). Dessa bestämde internt efter en överläggning vilka tre bidrag det tyckte var bäst. Därefter presenterade de sin etta, tvåa och trea. Övriga bidrag blev därmed oplacerade, alternativt delad fjärdeplats. Segraren korades med motiveringen att den hade svensk anknytning. Motiveringar för tvåan och trean gavs inte.

### Startlista
| Nr | Artist omgång 1                         | Artist omgång 2                         | Låt                             | Upphovsmän (Text & musik)                 |
| -- | --------------------------------------- | --------------------------------------- | ------------------------------- | ----------------------------------------- |
| 1  | Lars Lönndahl                           | Gunnar Wiklund                          | Vårens flickparad               | Britt Lindeborg (tm)                      |
| 2  | Charlie Norman, Rolf Berg & Hans Burman | Gerd Söderberg                          | Hong Kong-sång                  | Yngve Orrmell1 (t), Bobbie Ericson (m)    |
| 3  | Anna-Lena Löfgren                       | Ann-Louise Hanson                       | Säg varför                      | Ulf Källqvist (tm)                        |
| 4  | Gerd Söderberg                          | Charlie Norman, Rolf Berg & Hans Burman | Storstadsmelodi                 | Gunnar Lundén-Welden (tm)                 |
| 5  | Per & Ulf Lindqvist                     | Lily Berglund                           | Rosen och vinden                | Owe Thörnqvist (tm)                       |
| 6  | Monica Zetterlund                       | Carli Tornehave                         | En gång i Stockholm             | Beppe Wolgers (t), Bobbie Ericson (m)     |
| 7  | Lily Berglund                           | Mona Grain                              | Sen igår är vi kära             | Carl Gyllenberg (t), Harry Arnold (m)     |
| 8  | Tommy Jacobsson                         | Bertil Englund                          | Fröken eko                      | Britt Lindeborg (tm)                      |
| 9  | Gunnar Wiklund                          | Tommy Jacobsson                         | Scheherazade                    | Åke Gerhard (tm)                          |
| 10 | Mona Grain                              | Ann-Catrine Widlund                     | Jag är så trött på allt det här | Bo Harry Sandin (tm)                      |
| 11 | Ann-Louise Hanson                       | Per & Ulf Lindqvist                     | Zum, zum, zum lilla sommarbi    | Fritz-Gustaf Sundelöf (t), Sam Samson (m) |
| 12 | Carli Tornehave                         | Lars Lönndahl                           | Twist till menuett              | Thore Skogman (tm)                        |

1 Upphovsmannen Yngve Orrmell gick under alias Bo Eneby.

### Resultat
Eftersom inga poäng delades ut blev det bara en utdelning av slutplaceringar från juryn sida. Nedan redovisas juryns resultat.
De fjärdeplacerade bidragen står i bokstavsordning, då man inte vet hur juryn placerade dessa.
| Plats | Låt                             |
| ----- | ------------------------------- |
| 1     | En gång i Stockholm             |
| 2     | Storstadsmelodi                 |
| 3     | Twist till menuett              |
| 4     | Fröken eko                      |
| 4     | Hong Kong-sång                  |
| 4     | Jag är så trött på allt det här |
| 4     | Rosen och vinden                |
| 4     | Scheherazade                    |
| 4     | Sen igår är vi kära             |
| 4     | Säg varför                      |
| 4     | Vårens flickparad               |
| 4     | Zum, zum, zum lilla sommarbi    |

## Eurovision Song Contest
Frankrike tog hem segern året innan i Luxemburg, men trots detta förlades ESC-finalen det här året till London och Storbritannien. Anledningen var att det franska TV-bolaget inte hade råd att arrangera igen och EBU beslöt då att föregående års tvåa skulle få arrangera, vilket de också gjorde. Precis som året innan gjorde inga nya länder debut och det blev ej heller några avhopp, varför totalt sexton länder ställde upp. Själva ESC-finalen hölls i BBC Television Centre den 23 mars. Varje land hade utökat antalet jurymedlemmar, från tio till tjugo stycken, som gav poängen 5, 4, 3, 2 och 1 poäng till sina favoriter. Övriga länder fick noll poäng.
Sveriges bidrag, "En gång i Stockholm", framfördes av den ena Melodifestivalenvinnaren, Monica Zetterlund. Sverige startade som nummer tretton (av sexton länder). Dessvärre blev det ingen bra placering för Sverige det här året, då man fick dela sistaplatsen med Finland, Nederländerna och Norge, som alla fyra slutade på noll poäng. Det blev således första gången som Sveriges slutade sist, dock var det placeringsmässigt vid den tiden inte Sveriges sämsta placering. 
Efter juryomröstningen stod det klart att Danmark vunnit tävlingen med 42 poäng, tätt följd av Schweiz på 40 poäng och Italien på 37 poäng. För första gången vann ett nordiskt land tävlingen. Därmed fick Danmark arrangera året därpå.